# バランス・オブ・パワー (アルバム)
『バランス・オブ・パワー（英: Balance Of Power）』は、1986年に発表されたエレクトリック・ライト・オーケストラ（ELO）のスタジオ・アルバム。

## 概要
83年の『シークレット・メッセージ』から3年ぶりのニュー・アルバム。レコード会社との契約問題などから活動が停滞し、事実上このアルバムを最後に、活動停止となってしまう（のち、2001年に『ズーム』が、15年の時を経てリリースされる）。
この時点ではケリー・グロウカットがすでに脱退しており、メンバーはジェフ・リン、ベヴ・ベヴァン、リチャード・タンディーの3人。前作にあったバンド・サウンドを聞かせる曲はなくなり、シンセサイザーによるメロディを重視したポップで簡潔なナンバーが並んでいる。
今作は、以前までのELOのボーカル・サウンドのトレードマークの一つであったハイトーンのコーラスが減っていること、ドラム・マシンの使用が前作以上に増えてベヴのドラミングがあまり聞けないこと、歌詞で男女の不和が歌われる曲が多いことも特徴である。
製作はバハマや西ドイツで進められ、1985年までに一度、アルバムとしてほぼ完成したものの、発売レコード会社が変更されたことやジェフが仕上がりを気に入らなかったことなどから、古巣のミュージック・ランドスタジオで改変作業が行われ、86年リリース版となった。
なお、1985年版がお蔵入りになった理由としては、86年版には収録されなかった「イン・フォー・ザ・キル」や「ディスティネイション・アンノウン」の歌詞（ジェフ作）が、マネジメントやレコード会社、音楽産業などに対して批判的だったからとの説がある（ただし、レコード会社は85年版の存在を把握していなかったとの説もあり）。
2007年にはリマスター盤が発売され、未発表曲やシングルB面の曲などがボーナス・トラックとして追加収録された。こうした曲の多くは、未発表の1985年版に収録されていたものとされる。

## 収録曲
1. ヘヴン・オンリー・ノウズ - Heaven Only Knows
2. SO・シリアス - So Serious
シングルカットされた。
3. 哀しみの地平線 - Getting To The Point
シングルカットされた。2001年に「オールライト」がリリースされるまで、このシングルが長らくELO最後のシングルだった。
ELO作品として初めてサックスが鳴り響く曲。
4. シークレット・ライヴス - Secret Lives
5. イズ・イット・オールライト - Is It Alright
当時、仲が険悪になっていた妻サンディへ送った曲。曲中の「JO」とは彼女のことである。
6. ひとりぼっちのサンセット - Sorrow About To Fall
7. ウィズアウト・サムワン - Without Someone
8. コーリング・アメリカ - Calling America
シングルカットされ、現時点で最後の全米TOP40ヒットとなっている。ビデオクリップは、パリのポンピドゥー・センターの前で撮影された。
9. エンドレス・ライズ - Endless Lies
アルバム「シークレット・メッセージ」から漏れた曲の別ミックス。Bメロは全く違い、若干の曲構成の変更がある。
10. センド・イット - Send It
エレクトロニック・ロカビリーとでも呼ぶべきサウンドで、後にジェフ・リンがデュアン・エディに提供した「ロカビリー・ホリデー」のバッキング・サウンドは、この曲とほぼ共通。

リマスター盤ボーナス・トラック
- 11. オープニング - Opening
リマスター版に初収録。次曲に続くイントロ部分であり、85年版アルバム全体のイントロでもあった、“いかにもELOのアルバムの始まり”というサウンド。
CDのトラック上で次曲と切り分けてわざわざ2曲に仕立てたのはボーナス・トラックの曲数を増やすためとの、うがった見方もある。
- 12. ヘヴンズ・オンリー・ノウズ（オルタネイト・ヴァージョン) - Heaven Only Knows(Alternate version)
リマスター版に初収録。前曲とあわせ、85年版のオープニング・トラックだったバージョンで、“いかにもELOのアルバムの1曲目”という曲調。
リマスター版に収録されたのは、85年版用のオリジナルを短く編集したものであり、完全版の正式公開が待たれる。
- 13. イン・フォー・ザ・キル - In for the Kill
リマスター版に初収録。バッキング・トラックは「コウト・イン・ア・トラップ」とかなり共通しているが、歌詞がまったく異なる。
「シークレット・メッセージ」の未使用ジャケット案（スーツ姿の男性2人が封筒に入ったメッセージをジャケットのポケットに入れ合う）はこの曲の歌詞からイメージを得て制作されたという説があり、それが本当だとすると、この曲は「シークレット・メッセージ」用のセッションで生まれていたことになる。

- 14. シークレット・ライヴス（オルタネイト・ヴァージョン）- Secret Lives(Alternate take)

リマスター版に初収録。86年版収録版よりリズムやサウンドがシンプル。
- 15. ひとりぼっちのサンセット（オルタネイト・ミックス） - Sorrow About to Fall(Alternate mix

リマスター版に初収録。86年版収録版とはイントロやサックス・パートなどが異なる。
- 16. ひとりぼっちのサンセット（オルタネイト・ミックス）- Sorrow About to Fall(Alternate mix)

リマスター版に初収録。86年版収録版よりリズムやサウンドがシンプル。
- 17. コウト・イン・ア・トラップ - Caught in a Trap

シングル「コーリング・アメリカ(Calling America)」B面。「イン・フォー・ザ・キル」の歌詞違いバージョンに近いが、バッキング・トラックもイントロやエンディングなどは異なる。
- 18. ディスティネイション・アンノウン - Destination Unknown

シングル「コーリング・アメリカ(Calling America)」B面。「ドント・ブリング・ミー・ダウン」や「ザ・バウンサー」「フォー・リトル・ダイヤモンド」などと共通するロックンロール。

## 未収録曲
- マター・オブ・ファクト 　　Matter Of Fact

シングル「SO・シリアス(So Serious)」B面。3枚組ベスト盤「アフターグロウ（Afterglow)」収録。
- マター・オブ・ファクト(オルタネイト・バージョン) 　　Matter Of Fact (Alternate Lyrics)

シングル「SO・シリアス(So Serious)」B面。
当初は、オルタネイト版のボーカル（サビ以外）をステレオの片方のチャンネルに、非オルタネイト版をもう片方のチャンネルにミックスし、2人の人物の異なる言い分が左右のチャンネルから聞こえるという作品をジェフは目指したという説がある。
そのように制作された場合、左右チャンネルの歌詞の掛け合いの後に「I Know That You Know That」というサビが続くという構成の曲となるため、この説にも一定の説得力がある。また、このサビの始まりの歌詞は、製作中の仮タイトルでもあった。
- E.L.O. メガミックス 　　E.L.O. Megamix

シングル「哀しみの地平線(Getting To The Point)」B面。